# رخوت الشرقية (المهرة)

تعديل مصدري - تعديل

رخوت الشرقية هي إحدى قرى عزلة عتاب بمديرية سيحوت التابعة لمحافظة المهرة، بلغ تعداد سكانها 159 نسمة حسب تعداد اليمن لعام 2004.